# Тихоголос амазонійський
Тихоголос амазонійський (Arremon taciturnus) — вид горобцеподібних птахів родини Passerellidae. Мешкає в Південній Америці.

## Опис
Середня довжина птаха становить 15,5 см, вага 24 г. Тім'я і обличчя чорні, над очима проходять білі смуги. Горло біле. У самця на верхнія частині грудей чорна смуга, що нагадує комірець, живіт світло-сірий. У самиці нижня частина тіла охриста, верхня частина грудей сіра. Верхня частина тіла оливково-коричнева.

## Таксономія
Амазонійський тихоголос був описаний французьким натуралістом Жоржем-Луї Леклерком де Бюффоном в 1779 році в праці «Histoire Naturelle des Oiseaux». Птах отримав французьку назву "L'Oiseau Silencieux". Біномінальну назву птах отримав в 1783 році, коли французький натураліст Йоганн Герман класифікував його під назвою Tanagra taciturna. В 1816 році французький орнітолог Луї Жан П'єр В'єйо виділив амазонійського тихоголоса в новий рід Arremon. Амазонійський тихоголос є типовим видом роду Тихоголос.

### Підвиди
Виділяють три підвиди:
- A. t. axillaris Sclater, PL, 1854 — північно-східна Колумбія і західна Венесуела;
- A. t. taciturnus (Hermann, 1783) — східна Колумбія, центральна і південна Венесуела, Гаяна,Французька Гвіана, Суринам, бразильська Амазонія, північно-східна Болівія;
- A. t. nigrirostris Sclater, PL, 1886 — південно-східне Перу, північна Болівія.

## Поширення і екологія
Амазонійські тихоголоси поширені в басейні Амазонки, крім західної частини. Живуть у вологій тропічній сельві, на висоті до 1100 м над рівнем моря.

## Раціон
Амазонійські тихоголоси харчуються комахами, яких шукають на землі.

## Розмноження
Гнізда кулеподібної форми розміщуються в лісовій підстилці, серед кущів. В кладці 2-3 яйця білого кольору з коричневими або пурпуровими плямками.